# Batchawana Bay
Koordinaten: 46° 55′ 28″ N, 84° 34′ 0″ W

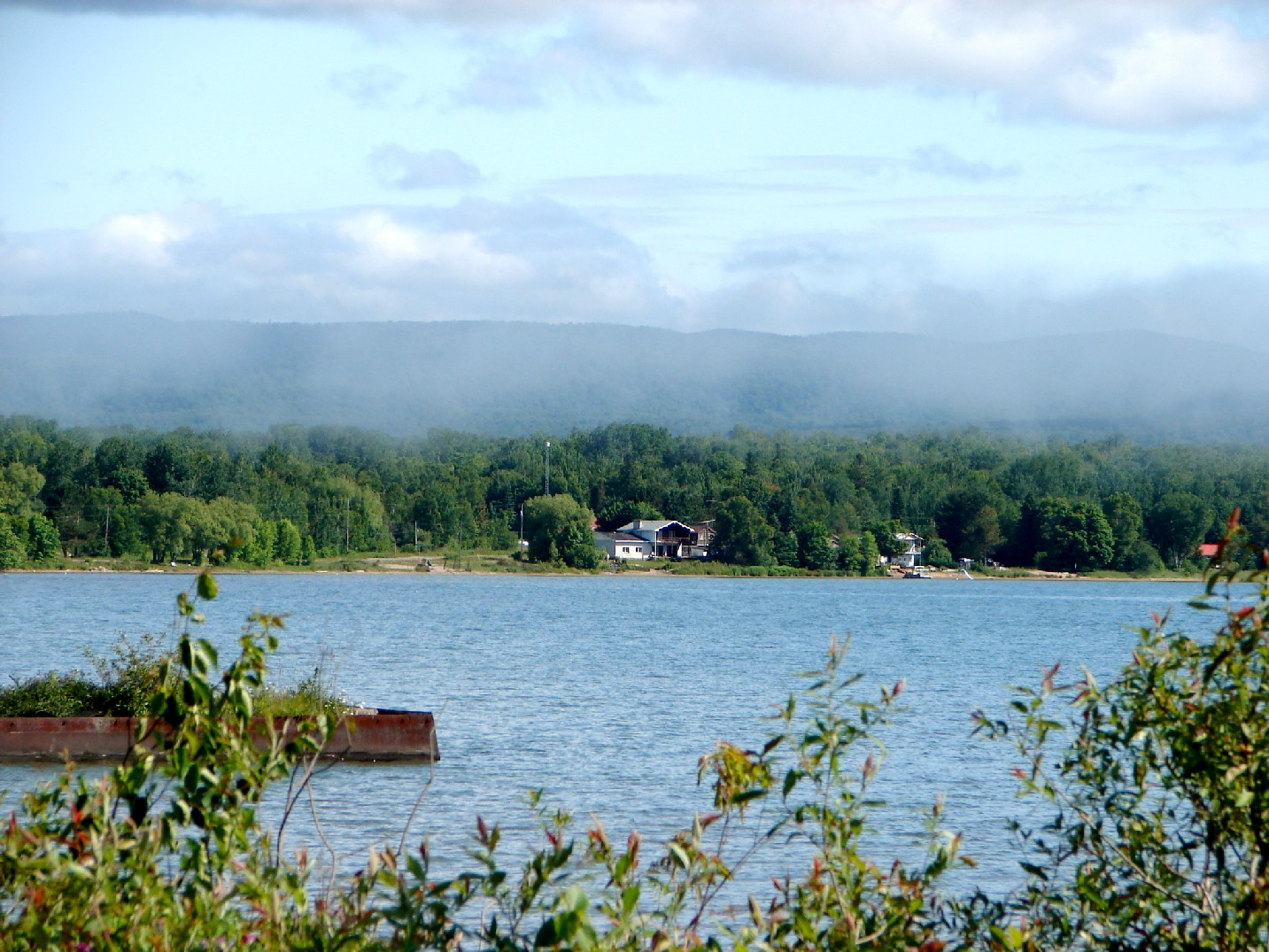
Batchawana Bay

Batchawana Bay ist eine kleine Bucht an der Ostküste des  Lake Superior, etwa 50 km nördlich von Sault Ste. Marie (Ontario), Kanada.

## Hintergrund
Batchawana Bay bekam seinen Namen von den Anishinabe und wurde benannt nach dem ojibwesichen Begriff Badjiwanung, was auf sprudelndes Wasser hinweist. Die Wasserblasen entstehen zwischen Batchawana Island und Sand Point, wo der Fluss enger wird und so starke Ströme und Soge entstehen. Die Anishinabe glaubten, dass diese Blasen von einem Unterwassergeist herrühren, der versucht aufzutauchen.
Batchwana Bay war ein wichtiger Fischplatz für die Anishinabe und später auch für die North West Company. Die Hudson’s Bay Company unterhielt dort eine Außenstelle und eine Fischstation an der Mündung des Batchawana River, der in die Bucht fließt.  In den frühen 1920ern wurde dort der größte Fisch verzeichnet, der je in den Great Lakes gefangen wurde. Frank Lapoint fing den Stör, der Schätzungen nach etwa 90 Jahre alt war. Er maß 2,25 m und wog etwa 140 Kilogramm.
Die Bucht erstreckt sich von der Nordseite des Whitefish Point auf der kanadischen Seite des Lake Superior und teilt Haviland und Harmony Bays von Batchawana Island. Batchawana Island und Whitefish Point sind wichtige Flugziele und Zwischenstopps für Vogelzüge. Batchawana Island war außerdem ein Ort, wo die Anishinabe ihre Toten bestatteten.
Die Bucht war eine Zeitlang die Grenze zwischen den Gebieten der britischen Einwanderer und denen der Ureinwohnern von Kanada, die in den Robinson Treaties festgelegt wurden.
An der Westküste der Bucht liegt der  Batchawana Bay Provincial Park und die Gemeinde Batchwana Bay. Die Gemeinde liegt am Highway 563. 
Der nahegelegene Batchwana Mountain ist der vierthöchste Punkt von Ontario mit einer Höhe von 653 m  über dem Meeresspiegel.